# دونوفان بيلي
دونوفان بيلي (بالإنجليزية: Donovan Bailey) مواليد 16 ديسمبر 1967 في مانشستر، جامايكا، هو عداء كندي متخصص في سباق 100 متر. حمل الرقم القياسي العالمي في سباق 100 متر بزمن قدره 9.84 ثانية حققه في سنة 1996.

## الميداليات
| الميدالية | المسابقة                       |
| --------- | ------------------------------ |
| ذهبية     | الألعاب الأولمبية الصيفية 1996 |
| ذهبية     | الألعاب الأولمبية الصيفية 1996 |
| ذهبية     | بطولة العالم لألعاب القوى 1995 |
| ذهبية     | بطولة العالم لألعاب القوى 1997 |
| ذهبية     | دورة ألعاب الكومنولث 1994      |

## روابط خارجية
- دونوفان بيلي على موقع IMDb (الإنجليزية)
- دونوفان بيلي على موقع الموسوعة البريطانية (الإنجليزية)
- دونوفان بيلي على موقع إن إن دي بي (الإنجليزية)

- دونوفان بيلي على موقع الاتحاد الدولي لألعاب القوى (الإنجليزية)
- دونوفان بيلي على موقع الاتحاد الكندي لألعاب القوى (الإنجليزية)
- دونوفان بيلي على موقع اللجنة الأولمبية الدولية (الإنجليزية)
- دونوفان بيلي على موقع أوليمبيديا (الإنجليزية)
- دونوفان بيلي على موقع اللجنة الأولمبية الكندية (الإنجليزية)
- دونوفان بيلي على موقع اتحاد ألعاب الكومنولث (مؤرشف) (الإنجليزية)
- دونوفان بيلي على موقع قاعة كندا للمشاهير الرياضية (الإنجليزية)
- دونوفان بيلي على موقع قاعة أونتاريو للمشاهير الرياضية (مؤرشف) (الإنجليزية)